# François Cluzet
François Cluzet, és un actor francès, nascut el 21 de setembre de 1955 en el 9è districte de París.
El 2007, per la seva interpretació en Ne le dis à personne, François Cluzet obté el César al millor actor.

## Biografia
François Cluzet creix en el 7è districte de París. Els seus pares són venedors de periòdics; el seu pare treballa també en un laboratori farmacèutic. François Cluzet pateix en el seva infantesa el divorci dels seus pares. Fa els seus estudis secundaris al col·legi Stanislas de París. Curiós, s'apassiona per la comèdia. Veient Jacques Brel en L'Homme de la Manche  descobreix la seva vocació:
« Tenia manca d'amor i de afecte (…) El clic es va produir als onze anys, quan he vist Brel plorar en L'Home de la Mancha i ser aplaudit a tot trencar. He vist que, contràriament al que em passava a mi, em podia  emocionar i agradar ». Entra amb disset anys al Curs Simon i segueix lliçons amb Jean Périmony, a continuació amb Jean-Laurent Cochet que han descobert Gérard Depardieu i Fabrice Luchini.
François Cluzet debuta als escenaris l'any 1976. Fa la seva primera aparició a la pantalla gran l'any 1979 en Cocktail Molotov de Diane Kurys. Un any més tard, és al cartell del Cavall de orgueil signat per Claude Chabrol, un realitzador que retroba el 1982 per Les Fantômes du chapelier. El 1983, actua en L'Estiu homicida de Jean Becker, cosa que li val un nomenament al César del millor actor en un segon paper l'any següent, i també ho és com a Millor esperança masculina pel seu paper en Vive la sociale.
Beneficiant-se d'un reconeixement creixent, François Cluzet col·labora a continuació amb alguns dels més importants realitzadors francesos, tot guardant una predilecció per les obres dramàtiques:  amb Diane Kurys el 1983 per Cop de foudre, amb Bertrand Tavernier (cap de cartell en Al voltant de mitjanit l'any 1985), Tony Gatlif (Rue du départ, 1985), Claire Denis (Xocolata, 1988), Pierre Jolivet (Force majeure, 1988 i un nou nomenament al César al millor actor secundari), Bertrand Blier (Trop belle pour toi, 1989) o Robert Enrico (La Révolution française). A continuació, l'actor retroba Claude Chabrol per un paper de marit torturat per la gelosia en L'Infern (1994) després d'haver rodat amb el mateix Chabrol el 1988 per Une affaire de femmes.
El 1994, François Cluzet prova el cinema internacional, amb participacions en Prêt-à-porter de Robert Altman i a French Kiss de Lawrence Kasdan. A continuació torna al cinema francès i a la comèdia l'any 1995 amb Les Apprentis (nomenament al César al millor actor) i Enfants de salaud de Tonie Marshall, seguits d'un nou Claude Chabrol: Res no va més el 1997. François Cluzet encarna sovint papers d'escriptors turmentats: Fin août, début septembre d'Olivier Assayas, L'Examen de minuit (1998), i Je suis un assassin (2004). Interpreta un sòsia de John Lennon en Janis i John (2003) i un presentador de tele-shopping en France Boutique (2004). el 2005, actua en Le Domaine perdu de Raoul Ruiz, que tracta del cop d'Estat de 1973 a Xile.
2006 és un gran any per François amb el seu paper de campió de F1, tocant i ingenu, gelat d'amor per Isabelle Carré en Quatre étoiles. Però és sobretot la seva interpretació d'Alexandre Beck en Ne le dis a personne de Guillaume Canet qui el posa a primera fila de l'escena. Per aquesta actuació, rep el César al millor actor l'any 2007.
El 2011, és al cartell d'Intocable, llargmetratge dirigit pel duo Olivier Nakache i Éric Toledano, on actua al costat d'Omar Sy. Ell enalteix d'altra banda aquest últim declarant que tenia « la fantasia, les facecies, els riures ».
« Jo era el pallasso blanc, ell, l'august. És menys graciós, però pagant i això demana una mena d'abnegació. Aquesta pel·lícula m'ha enriquit ». « Al començament he tingut una mica de por perquè Éric, Olivier i Omar se sentien molt bé. Quan hem anat a Essaouira per trobar el verdader Philippe Pozzo di Borgo [el personatge interpretat per Cluzet], tots tres no paraven de prendre-li el pèl. Les meves primeres bromes no tenen res a veure amb el tema però, després, m'han obert els braços ». François Cluzet confessa tanmateix haver estar apartat per una part de l'equip de rodatge després d'haver aparegut en cadira de rodes per les necessitats del seu paper, per entrar millor en el seu personatge. « Al final, ha passat alguna cosa de sorprenent: l'equip em defugia. Tenien la reacció que es pot tenir davant d'un discapacitat, que fa una mica de por », confia, reconeixent d'altra banda haver tingut la necessitat d'aïllar-se. « I jo tenia la necessitat de quedar-me en la cadira la resta de la jornada. Volia sentir aquesta solitud », afegeix.
El 2013, és el cap de cartell de la pel·lícula En solitaire, de Christophe Offenstein, on fa el paper de Yann Kermadec, un patró de vaixell contractat en la carrera de la Vendée Globe.

## Vida privada

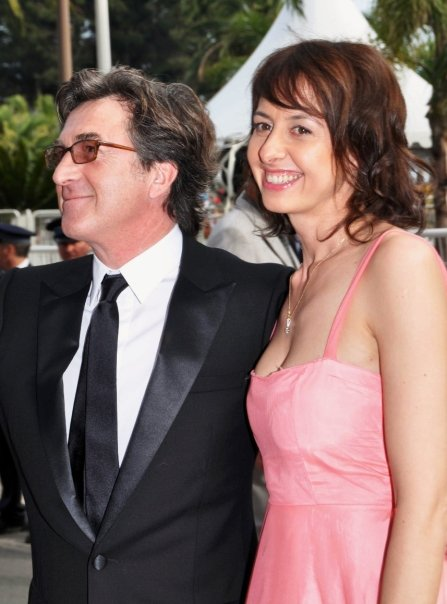
François Cluzet el 2009, amb la seva antiga companya Valérie Bonneton.

François Cluzet té quatre fills. Ha estat casat amb Chantal Perrin amb qui ha tingut una filla, Blanca, nascuda l'any 1984, ha estat el company de Marie Trintignant amb qui va tenir un fill, Paul, nascut l'any 1993. Després va viure en parella durant tretze anys amb Valérie Bonneton, amb qui té dos fills, Joseph (2001) i Marguerite (2006). En la promoció de la pel·lícula de Guillaume Canet, Les Petits mouchoirs, se separa de Valérie Bonneton.
El 5 de juliol de 2011, es casa amb la seva nova companya, Narjiss Slaoui-Falcoz, antiga directora de comunicació del Carlton de Canes, d'origen marroquí.

## Preses de posicions públiques
François Cluzet manifesta conviccions polítiques ecologistes.
Interessat pel compromís en favor dels estrangers en situació irregular i la lluita contra el sida, s'orienta amb el temps cap a l'ecologisme.
Des de 2004, és padrí de l'associació Vèncer la mucoviscidosi en companyia d'Isabelle Carré i Gérard Lenorman.
François Cluzet aprofita el pas a la televisió, finals d'octubre/començament de novembre de 2009, per atreure l'atenció sobre la situació de Salah Hamouri, ciutadà franco-palestí empresonat a Israel, del qui declara que ho està per haver-se oposat a les colonitzacions. El Despatx Nacional de Vigilancia Contra l'Antisemitisme, que considera aquesta persona com a terrorista, se'n va fer ressò. Salah Hamouri va ser alliberat el 18 de desembre de 2011.
És des de molt de temps defensor de les llengües regionals i es defineix ell mateix com un militant cultural.

## Filmografia
Les seves pel·lícules més destacades són
| Any  | Títol                         | Funció                | Director                        |
| ---- | ----------------------------- | --------------------- | ------------------------------- |
| 1979 | Cocktail Mólotov              | Bruno                 | Diane Kurys                     |
| 1980 | El Cavall d'Orgull            | Pierre-Alain, el pare | Claude Chabrol                  |
| 1982 | El Hatter Fantasma            | El periodista         | Claude Chabrol                  |
| 1982 | Entre Nous                    | Un soldat             | Diane Kurys                     |
| 1983 | One Deadly Summer             | Mickey                | Jean Becker                     |
| 1983 | Julien Fontanes, magistrat    | Bob Mourèze           | Jean-Pierre Decourt             |
| 1985 | Mitjanit de ronda             | François Borler       | Bertrand Tavernier              |
| 1985 | États d'âme                   | Pierrot               | Jacques Fansten                 |
| 1985 | Elsa, Elsa                    | Ferdinand, d'adult    | Didier Haudepin                 |
| 1985 | Rue du départ                 | Paul Triana           | Tony Gatlif                     |
| 1987 | Association of Wrongdoers     | Thierry               | Claude Zidi                     |
| 1988 | Chocolat                      | Marc                  | Claire Denis                    |
| 1988 | Història de Dones             | Paul                  | Claude Chabrol                  |
| 1988 | Deux                          | Louis                 | Claude Zidi                     |
| 1989 | Too Beautiful for You         | Pascal Chevassu       | Bertrand Blier                  |
| 1989 | La Révolution française       | Camille Desmoulins    | Robert Enrico                   |
| 1989 | Força major (Force majeure)   | Daniel                | Pierre Jolivet                  |
| 1992 | Olivier, Olivier              | Serge Duval           | Agnieszka Holanda               |
| 1992 | L'Instint de l'ange           | Ernest Devrines       | Richard Dembo                   |
| 1994 | Le Vent du Wyoming            | Chester               | André Forcier                   |
| 1994 | L'Enfer                       | Paul Prieur           | Claude Chabrol                  |
| 1994 | Prêt-à-porter                 | L'ajudant de Nina     | Robert Altman                   |
| 1995 | French Kiss                   | Bob                   | Lawrence Kasdan                 |
| 1995 | The Horseman on the Roof      | El doctor             | Jean-Paul Rappeneau             |
| 1995 | Els aprenents (Les Apprentis) | Antoine               | Pierre Salvadori                |
| 1996 | Enfants de salaud             | Sandro                | Tonie Marshall                  |
| 1997 | L'Estafa                      | Maurice               | Claude Chabrol                  |
| 1998 | Late August, Early September  | Adrien                | Olivier Assayas                 |
| 2001 | The Adversary                 | Luc                   | Nicole Garcia                   |
| 2002 | Janis et John                 | Walter Kingkate       | Samuel Benchetrit               |
| 2003 | Je suis un assassin           | Ben Castelano         | Thomas Vincent                  |
| 2006 | Tell No One                   | Alexandre Beck        | Guillaume Canet                 |
| 2007 | Game of Four                  | Lionel                | Bruno Dega                      |
| 2008 | Les Liens du Sangt            | Gabriel               | Jacques Maillot                 |
| 2008 | Paris                         | Philippe Verneuil     | Cédric Klapisch                 |
| 2009 | In the Beginning              | Philippe Miller       | Xavier Giannoli                 |
| 2009 | On for the Road               | Hervé Chabalier       | Philippe Godeau                 |
| 2010 | Little White Lies             | Max Cantara           | Guillaume Canet                 |
| 2011 | The Art of Love               | Achille               | Emmanuel Mouret                 |
| 2011 | The Intouchables              | Philippe              | Eric Toledano i Olivier Nakache |
| 2011 | A Monster in Paris            | Victor Maynott (veu)  | Bibo Bergeron                   |
| 2013 | 11.6                          | Toni Musulin          | Philippe Godeau                 |
| 2013 | En solitari (En solitaire)    | Yann Kermadec         | Christophe Offenstein           |
| 2015 | One Wild Moment               | Antoine               | Jean-François Richet            |
| 2016 | Un doctor al camp             | Jean-Pierre Werner    | Thomas Lilti                    |
| 2017 | L'escola de la vida           | Totoche               | Nicolas Vanier                  |
| 2017 | El meu amic pony (Poly)       | Victor                | Nicolas Vanier                  |